# Gaude Roza
Gaude Roza, née Gabrielle Madeleine Chastel (épouse Bonnardel) le 23 novembre 1903 à Tlemcen et morte le 12 août 1988 à l'hôpital Cochin,, est une peintre, illustratrice et décoratrice française.

## Parcours
Arrivée à Paris en 1925 où elle expose au Salon de la Société nationale des Beaux-arts puis à la galerie Visconti, elle commence à se faire connaître sous le nom d'artiste de Gaude Roza. Elle illustre de très nombreux ouvrages littéraires essentiellement pour le compte de Eugène Figuière. Son style l'apparente au courant Art déco : outre des peintures, elle exécute des fresques et des compositions sur des objets de luxe (boîtes, paravents, etc.) aujourd'hui recherchés.
Elle est également l'auteur de poèmes et d'essais d'inspiration ésotérique.